# Janaab Pakal
Janaab' Pakal (¿? - 9 de marzo de 612) fue un noble maya del señorío de B'aakal, cuya ciudad capital era Lakam Ha', hoy conocida como la zona arqueológica de Palenque. En ocasiones es erróneamente referido como Pakal I, sin motivo alguno, pues no llegó a ser ahau de Palenque. Algunos epigrafistas, como Peter Mathews, han optado por referir a este personaje como Pakal “the Elder”, es decir, Pakal “el Viejo”.

## Registros biográficos
Muy probablemente fue hijo de Yohl Ik'nal y hermano menor de Aj Ne' Ohl Mat. Ejerció un cargo secundario (ti'sakhuun) del 608 al 610, este último año fue nombrado yajawk' ahk' (señor del fuego) atacando exitosamente el sitio de Santa Elena. En abril de 611 el señorío de B'aakal fue derrotado por el señorío de Kaan, cuya sede era Calakmul. Aunque Janaab' Pakal y su hermano Aj Ne' Ohl Mat sobrevivieron a la derrota, ambos murieron pocos meses después, el 6 de marzo y 8 de agosto del 612 respectivamente.
Aj Ne' Ohl Mat, quien era el ahau del señorío, murió sin descendientes. En 612, fue sucedido por Sak K'uk', quien muy probablemente era hija de Janaab' Pakal, quien a su vez —tres años más tarde— entronizó a su hijo Pakal “el Grande”. El retrato de Janaab' Pakal (“el Viejo”) se encuentra tallado en altorrelieve en el lado occidental del sarcófago de Pakal “el Grande”, no así el  Aj Ne' Ohl Mat, posiblemente por la vergüenza de la derrota sufrida ante Calakmul.